# Penaherreraus bilineatus
Penaherreraus bilineatus là một loài bọ cánh cứng trong họ Cerambycidae.